# Championnat du Qatar de football 2025-2026
Navigation
Qatar Stars League 2024-2025 Qatar Stars League 2026-2027
La saison 2025-2026 de Qatar Stars League est la 62e édition du Championnat du Qatar de football.
Le Al-Sadd SC est le tenant du titre après avoir remporté pour la 18e fois la compétition alors que le Al-Sailiya SC rejoint ce niveau de la compétition.

## Réglement
La Qatar Stars League 2025-2026 est composé de douze clubs qui s'affrontent tous lors de confrontations aller et retour. Le champion est l'équipe qui obtient le plus grand nombre de points après les 22 journées de championnat. À la fin de la compétition, les deux premières équipes et le vainqueur de la Coupe du Qatar de football 2025-2026 se qualifient pour la Ligue des champions Élite 2026-2027, le troisième se qualifie pour la Ligue des champions 2 2026-2027, le quatrième pour la Coupe du Golfe des clubs champions 2026-2027 et le dernier est relégué en Second Division League l'année suivante. L'avant dernier joue quant à lui un match de barrage face au second de la division inférieure.
Le classement est calculé avec le barème de points suivant : une victoire vaut trois points, le match nul un. La défaite ne rapporte aucun point.
À égalité de points, les critères de départage sont les suivants :
1. Plus grande différence de buts générale ;
2. Plus grand nombre de buts marqués ;

## Participants
L'édition 2025-2026 est la 9e édition à douze équipes, le promu de Second Division League est le Al-Sailiya SC. Ce clubs remplace le club relégué, le Al-Khor SC.
| Club           | Ville        | Classement 2024-2025 | Stade                      | Capacité |
| -------------- | ------------ | -------------------- | -------------------------- | -------- |
| Al-Sadd SC     | Doha         | 1er                  | Stade Jassim-bin-Hamad     | 12 946   |
| Al-Duhail SC   | Doha         | 2e                   | Stade Abdallah-ben-Khalifa | 9 000    |
| Al-Gharafa SC  | Al Gharrafa  | 3e                   | Stade Thani Bin Jassim     | 24 826   |
| Al-Ahli SC     | Doha         | 4e                   | Stade Hamad bin Khalifa    | 20 000   |
| Al-Rayyan SC   | Al Rayyan    | 5e                   | Stade Ahmad-ben-Ali        | 45 032   |
| Al-Shamal SC   | Al Shamal    | 6e                   | Stade Fort                 | 5 000    |
| Al-Shahania SC | Al-Shahaniya | 7e                   | Stade Grand Hamad          | 13 000   |
| Al-Wakrah SC   | Al Wakrah    | 8e                   | Stade Al-Janoub            | 44 325   |
| Al-Arabi SC    | Doha         | 9e                   | Stade Grand Hamad          | 13 000   |
| Qatar SC       | Doha         | 10e                  | Stade Suheim Bin Hamad     | 13 000   |
| Umm-Salal SC   | Umm Salal    | 11e                  | Stade Thani Bin Jassim     | 24 826   |
| Al-Sailiya SC  | Doha         | 1er                  | Stade Ahmed-ben-Ali        | 21 000   |

Légende des couleurs
- Phase de groupe de la Ligue des champions Élite 2025-2026
- Tour préliminaire de la Ligue des champions Élite 2025-2026
- Phase de groupe de la Ligue des champions 2 2025-2026
- Phase de groupe de la Coupe du Golfe des clubs champions 2025-2026
- Promu de la Second Division League 2024-2025

| \| Al-Shamal SC Umm-Salal SC Al-Rayyan SC Al-Gharafa SC Al-Wakrah SC Al-Sadd SC Al-Duhail SC — Al-Arabi SC Qatar SC Al-Ahli SC Al-Sailiya SC Al-Shahania SC \| Localisation des clubs engagés dans le championnat. |
| Al-Shamal SC Umm-Salal SC Al-Rayyan SC Al-Gharafa SC Al-Wakrah SC Al-Sadd SC Al-Duhail SC — Al-Arabi SC Qatar SC Al-Ahli SC Al-Sailiya SC Al-Shahania SC                                                           |

## Compétition

### Classement
| Rang | Équipe          | Pts | J | G | N | P | Bp | Bc | Diff |
| ---- | --------------- | --- | - | - | - | - | -- | -- | ---- |
| 1    | Al-Gharafa SC   | 3   | 1 | 1 | 0 | 0 | 4  | 2  | +2   |
| 2    | Al-Rayyan SC    | 3   | 1 | 1 | 0 | 0 | 3  | 1  | +2   |
| 3    | Al-Shamal SC    | 3   | 1 | 1 | 0 | 0 | 2  | 0  | +2   |
| 4    | Qatar SC        | 3   | 1 | 1 | 0 | 0 | 3  | 2  | +1   |
| 5    | Al-Arabi SC     | 1   | 1 | 0 | 1 | 0 | 2  | 2  | 0    |
| 6    | Al-Wakrah SC    | 1   | 1 | 0 | 1 | 0 | 2  | 2  | 0    |
| 7    | Al-Shahania SC  | 1   | 1 | 0 | 1 | 0 | 1  | 1  | 0    |
| 8    | Al-Duhail SC    | 1   | 1 | 0 | 1 | 0 | 1  | 1  | 0    |
| 9    | Al-Sadd SC T    | 0   | 1 | 0 | 0 | 1 | 2  | 3  | -1   |
| 10   | Umm-Salal SC    | 0   | 1 | 0 | 0 | 1 | 2  | 4  | -2   |
| 11   | Al-Sailiya SC P | 0   | 1 | 0 | 0 | 1 | 1  | 3  | -2   |
| 12   | Al-Ahli FC      | 0   | 1 | 0 | 0 | 1 | 0  | 2  | -2   |

| Légende : Qualifications et relégations | Légende : Qualifications et relégations                                                               |
| --------------------------------------- | --- |
|                                         | Phase de groupe de la Ligue des champions Élite 2026-2027                                             |
|                                         | Tour préliminaire de la Ligue des champions Élite 2026-2027                                           |
|                                         | Phase de groupe de la Ligue des champions 2 2026-2027                                                 |
|                                         | Phase de groupe de la Coupe du Golfe 2026-2027                                                        |
|                                         | Barrage de relégation                                                                                 |
|                                         | Relégation en Second Division League                                                                  |
|                                         | T : Tenant du titre P : Promus de Second Division League C : Vainqueur de la Coupe du Qatar 2025-2026 |

### Résultats
| Résultats (▼dom., ►ext.)                                   | ASC | ASC | DSC | GSC | RSC | SSC | SSC | SSC | SSC | WSC | QSC | USSC |
| Al-Ahli FC                                                 |     | -   | -   | -   | -   | -   | -   | -   | -   | -   | -   | -    |
| Al-Arabi SC                                                | -   |     | -   | -   | -   | -   | -   | -   | -   | 2-2 | -   | -    |
| Al-Duhail SC                                               | -   | -   |     | -   | -   | -   | -   | -   | 1-1 | -   | -   | -    |
| Al-Gharafa SC                                              | -   | -   | -   |     | -   | -   | -   | -   | -   | -   | -   | 4-2  |
| Al-Rayyan SC                                               | -   | -   | -   | -   |     | -   | 3-1 | -   | -   | -   | -   | -    |
| Al-Sadd SC                                                 | -   | -   | -   | -   | -   |     | -   | -   | -   | -   | 2-3 | -    |
| Al-Sailiya SC                                              | -   | -   | -   | -   | -   | -   |     | -   | -   | -   | -   | -    |
| Al-Shahania SC                                             | -   | -   | -   | -   | -   | -   | -   |     | -   | -   | -   | -    |
| Al-Shamal SC                                               | 2-0 | -   | -   | -   | -   | -   | -   | -   |     | -   | -   | -    |
| Al-Wakrah SC                                               | -   | -   | -   | -   | -   | -   | -   | -   | -   |     | -   | -    |
| Qatar SC                                                   | -   | -   | -   | -   | -   | -   | -   | -   | -   | -   |     | -    |
| Umm-Salal SC                                               | -   | -   | -   | -   | -   | -   | -   | -   | -   | -   | -   |      |
| - Victoire à domicile - Match nul - Victoire à l'extérieur |     |     |     |     |     |     |     |     |     |     |     |      |

## Bilan de la saison
| Championnat du Qatar de football 2025-2026 |
| Champion                                   |
| Qualifications continentales               |
| Ligue des champions Élite                  |
| Ligue des champions 2                      |
| Coupe du Golfe des clubs champions         |
| Promotions et relégations                  |
| Promus en Qatar Stars League               |
| Relégués en Second Division League         |